# Pasul Gutâi
Pasul Gutâi (numit și Pasul Gutin,  Pasul Paltinu Pasul Paltinului sau Pasul Pintea) este o trecătoare situată în Carpații Orientali, care, face legatura dintre Depresiunea Baia Mare și Depresiunea Maramureșului.

## Date geografice
Deși constituția geologică și vegetația Munților Igniș (sau Munților Poienilor) și Munților Gutâi sunt unitare, existența unor aspecte morfologice diferite a dus la acordarea unor denumiri deosebite acestora, ca subunități ale Masivului Gutâi. Conform geografului Grigore Posea, care consideră munții Igniș și Gutâi unități de sine stătătoare, deși diferențierile dintre unitățile de bază ale vulcanilor nordici apar foarte clare în teren, pe multe hărți însă munții Gutin sunt scriși peste Igniș, la fel precum Munții Lăpușului sunt cuprinși în cadrul Munților Țibleș
Ca atare deși Pasul Gutâi este situat între Munții Igniș (care se întind între acesta și Pasul Huta) și Munții Gutâi (numiți și Gutin, care se găsesc între acesta și Pasul Neteda), trecătoarea este specificată în alte surse ca traversând Munții Munții Gutâi (Gutin).

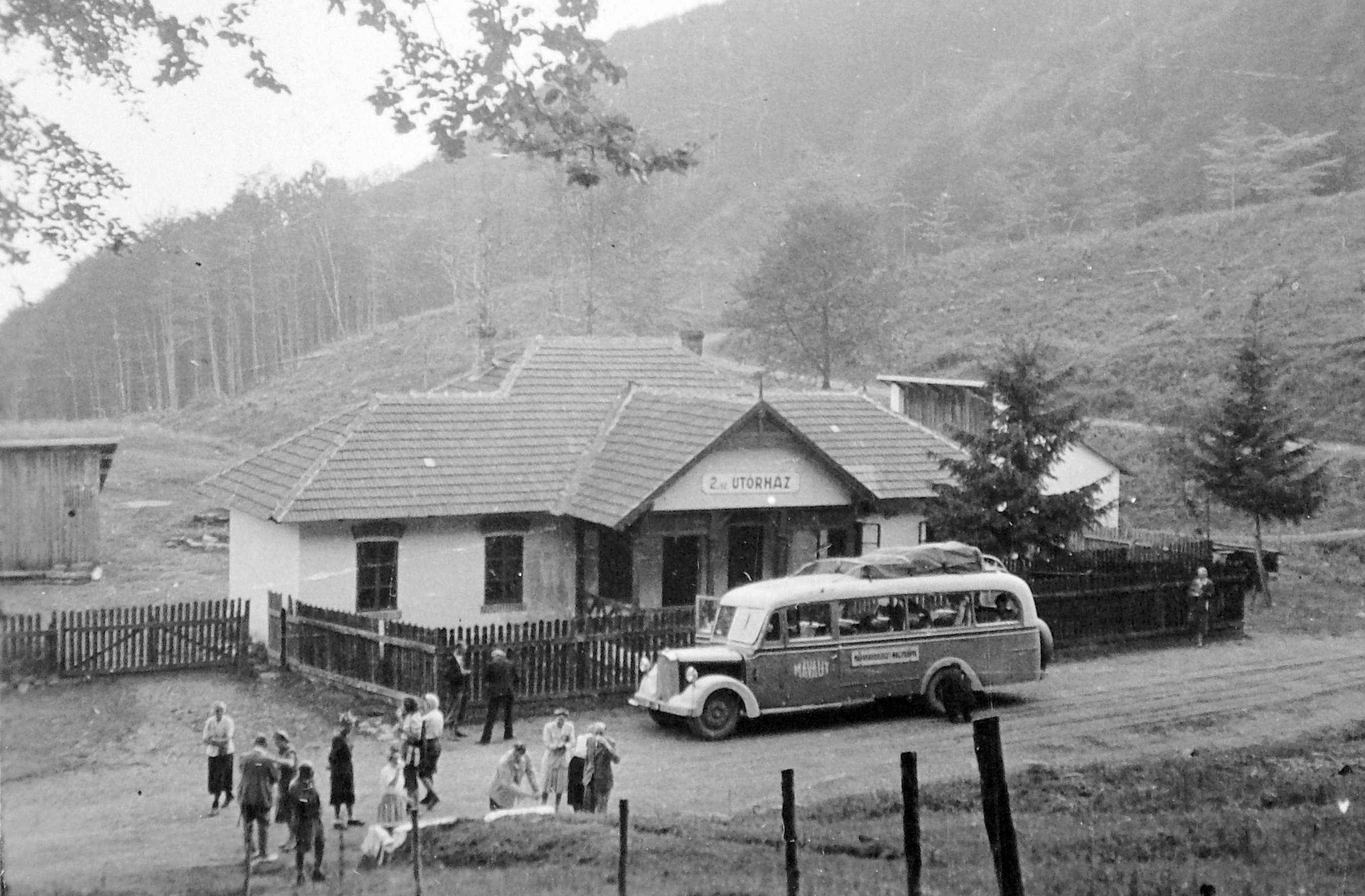
Canton rutier pe drumul care coboară din Pasul Gutâi spre Sighetu Marmaţiei, în anul 1943.

Pasul Gutâi este situat la altitudinea de 987 m. Ea se află între culmea Paltinu situată sub vârful Coasta Crișului (1162 m, aflat la vest) și terasa Gutâi situată sub vârfurile Coveți (1121 m) și Măgura Poienii (1126 m), aflate la est, find străbătut de drumul care face legătura între depresiunile Baia Mare și Maramureș (DN18, care face legătura între orașele Baia Mare și Sighetu Marmației). Pasul se află pe porțiunea acestuia dintre orașul Baia Sprie (situat la sud-vest) și satul Mara (situat la nord-est), porțiune care suie spre trecătoare dinspre sud-vest pe văile râului Săsar și a afluentului acestuia Valea Crișului și dinspre nord-est pe văile râului Râușor și a afluentului acestuia Izvorul Alb.

## Repere istorice
În luna octombrie 1914, două batalioane din Regimentul 2 Infanterie al Legiunilor Poloneze – aflat sub comanda colonelului Zygmunt Zieliński, au trecut în marș forțat prin Pasul Gutâi de la Baia Sprie spre valea Marei, pentru a ataca dinspre sud-est Sighetu Marmației, ocupat de trupele de cazaci ale Armatei Imperiale Ruse infiltrate în Maramureș.

## Oportunități turistice de vecinătate
În pas, care se află pe traseul turistic montan de creastă (bandă roșie), a fost construit un han cu numele de Pintea Viteazul. De asemenea, la cota 996 m în anul 2015 a fost ridicată o troiță din lemn.
Se mai află în apropiere:
| - Mormântul (sau cenotaful) lui Pintea Viteazul - Stațiunea Mogoșa și Complexul turistic Șuior - Drumul Măriuții (vechi drum care lega Baia Sprie de Ocna Șugatag), în vecinătatea căruia se pot accesa obiectivele Poiana Boului (Șuior), pârtia de schi, șaua Masa Domnilor, Tăurile Chendroaiei și Tăul Morărenilor. - Creasta Cocoșului | - Mlaștinile Vlășinescu - Stațiunea Izvoare - Vârful Igniș |